# Nettapus
Nettapus es un género de aves Anseriformes en la familia Anatinae que se reproducen en los trópicos del Viejo Mundo.

## Especies
El género contiene las siguientes especies:
- Nettapus pulchellus – gansito australiano.
- Nettapus coromandelianus – gansito asiático.
- Nettapus auritus – gansito africano.